# Distrito de Mandsaur
Mandsaur (en hindi; मंदसौर जिला) es un distrito de la India en el estado de Madhya Pradesh. Código ISO: IN.MP.MS.
Comprende una superficie de 5 530 km².
El centro administrativo es la ciudad de Mandsaur.

## Demografía
Según censo 2011 contaba con una población total de 1 339 832 habitantes, de los cuales 658 393 eran mujeres y 681 439 varones.

## Localidades
- Bhanpura